# Erateina albiradiata
Erateina albiradiata är en fjärilsart som beskrevs av W. Warren 1905. Erateina albiradiata ingår i släktet Erateina och familjen mätare. Inga underarter finns listade i Catalogue of Life.